# Die Heimkehr der Göttin
„Die Heimkehr der Göttin“ (auch „Mythos vom Sonnenauge“ oder „Mythos vom Sonnenauge, das in der Ferne weilt“) ist der Name eines religiösen Werkes, das in mehreren demotischen Fassungen seit dem zweiten Jahrhundert n. Chr. niedergeschrieben wurde. Im dritten Jahrhundert n. Chr. erfolgte eine Übersetzung in die griechische Sprache. Einige ältere Sprachformen, die der Schreiber dem Leser wegen der Unverständlichkeit erklären muss, verweisen auf Vorlagen, die teilweise auf Originaltexten aufbauen, die bis in die Zeit des Neuen Reiches (1550 v. Chr. bis 1070 v. Chr.) zurückreichen.
„Die Heimkehr der Göttin“ nahm als umfangreichstes Werk der altägyptischen Literatur einen besonders hohen Stellenwert ein. Die Texte sind teilweise außerordentlich schwer verständlich, weshalb in der Ägyptologie mehrere Rückschlüsse und Verbindungen bezüglich der altägyptischen Mythologie vorgenommen wurden. Neu gefundene Papyri konnten den thematischen Zusammenhang zwischenzeitlich besser erschließen und dadurch einige der früheren Gleichsetzungen sowie Deutungen widerlegen.
In die Haupterzählung sind zwecks Verdeutlichung Tierfabeln eingebettet. Der Aufbau und die Komposition jener Tiergeschichten verlangte umfassendes Wissen über die altägyptische Kulturgeschichte, über das nur die elitäre Priesterschaft verfügte. Die verwendeten Texte wurden teilweise mit den Darstellungen in ptolemäischen Tempeln verbunden. Die besondere Bedeutung des Inhaltes wird außerdem daran deutlich, dass auf eine wortgetreue Überlieferung geachtet wurde. Dieses Merkmal ist außergewöhnlich für die demotische Literatur und hebt die exklusive Religiosität hervor.

## Inhalt
Die Göttin Tefnut hatte ihren Vater Re und das Land Ägypten aufgrund einer nicht klar erklärten Angelegenheit hinsichtlich der Opferriten im Zorn verlassen und weilte im etwa 120 Tagesreisen entfernten Punt. Re beauftragte die Gottheiten Thot und Schu mit der Rückholung sowie Besänftigung der Tefnut. Zu diesem Zweck machte der als Hundsaffe auftretende Thot den lebensnotwendigen Aufenthalt von Tefnut in Ägypten deutlich. Nachdem sich Tefnut zu Gesprächen mit Thot einverstanden erklärte, versinnbildlichte Thot die mythologische Rolle der Tefnut in den eingelagerten Tierfabeln Die Katze und die Geierin, Der Löwe und die Maus, Die zwei Schakale und Die Seherin und die Hörerin.
Nach den Berichten von Thot wandelte sich Tefnuts Stimmung von Zorn in Heimweh, worauf sie beschloss den Rückweg anzutreten. Um die Göttin bei Laune zu halten, unterhielt sie der Hundsaffe mit zahlreichen Scherzeinlagen. Die lange Dauer der Rückreise verkürzte Tefnut durch mehrere Verwandlungen, beispielsweise in eine Geierin, um per Flug schneller die Wegstrecke zurücklegen zu können. Dadurch gelangte Tefnut nach nur drei Tagen an die Grenzen Ägyptens. Ihre Ankunft löste spürbare Erleichterung im ganzen Land aus, was sich in ausgelassenen Trunkenheits- und Fruchtbarkeitsfesten äußerte.

## Mythologische Verbindungen
Die Erzählung Heimkehr der Göttin basiert auf älteren mythologischen Vorstellungen bezüglich der Göttin Sopdet, die als Auge des Re und Verkörperung des Sirius nach Südosten zog, für knapp 70 Tage unsichtbar blieb, um mit der Rückkehr durch den heliakischen Aufgang die bevorstehende Nilschwemme anzukündigen. Während des heliakischen Aufganges wechseln die Farben von Sirius; zunächst rot als Symbol für Feuer, Zorn und Blut. Danach wechselt Sirius in eine bläuliche Färbung, die die Priesterschaft als das „Beruhigen der Sopdet“ deutete.
Mit der Rückkehr von Sirus gingen Seuchen einher, für die Sopdet und ihre Dämonen der Heriu-renpet verantwortlich gemacht wurden. Eng verbunden ist die Thematik vom Buch der Himmelskuh. Es ist aufgrund dieser Verbindung von Natur und Mythos nicht verwunderlich, dass „Vorversionen“ vom Mythos Heimkehr der Göttin bereits im Neuen Reich belegt sind und auf eine ältere Tradition verweisen.